# Ceratostigma
Genre
Classification phylogénétique
Ceratostigma est un genre de plantes de la famille des Plumbaginacées.
Nom chinois : 蓝雪花属
Nom russe : Цератостигма

## Étymologie
Le nom du genre vient du grec ancien κέρας (génitif κέρατος), "corne" et στίγμα, "marque, stigmate", par référence aux structures en forme de cornicule du stigmate du pistil.

## Position taxinomique et historique
En 1833, Alexander Andrejewitsch von Bunge décrit le genre avec comme espèce type : Cerastostigma plumbaginoides.
En 1842, Christian Ferdinand Friedrich Hochstetter redécrit le genre sous le nom de Valoradia, avec deux espèces africaines (qui sont en fait synonymes).
Le genre Valoradia Hochst. est un genre synonyme.

## Description
Il s'agit de petits arbustes ou plantes herbacées vivaces.
Les feuilles sont bordées de poils incurvés.
Le calice des fleurs est tubulaire, les étamines adhérentes à la corolle.

## Distribution
Le genre est originaire d'Afrique de l'Est et d'Asie.
L'utilisation ornementale de certaines espèces a répandu ce genre à l'ensemble des pays à climat tempéré.

## Liste des espèces
La liste des espèces a été constituée à partir des index IPNI (International Plant Names Index) et Tropicos (Index du jardin botanique du Missouri), à la date de décembre 2011 :
- Ceratostigma abyssinicum (Hochst.) Schweinf. & Asch. (1867) - synonymes : Valoradia abyssinica Hochst., Valoradia patula Hochst.
- Ceratostigma asperrimum Stapf ex Prain (1906)
- Ceratostigma griffithii C.B.Clarke (1882)
- Ceratostigma minus Stapf ex Prain (1906)
  - Ceratostigma minus f. lasaense T.X.Peng (1983)
- Ceratostigma plantaginoides J.W.C.Kirk (1927)
- Ceratostigma plumbaginoides Bunge (1833) - synonymes : Plumbago larpentae Lindl., Valoradia plumbaginoides (Bunge) Boiss.
- Ceratostigma polhillii Hort. ex Bulley (1901)
- Ceratostigma speciosum Prain (1906)
- Ceratostigma stapfianum Hosseus (1911)
- Ceratostigma ulicinum Prain (1906)
- Ceratostigma willmottianum Stapf (1914)